# K-partiter Graph

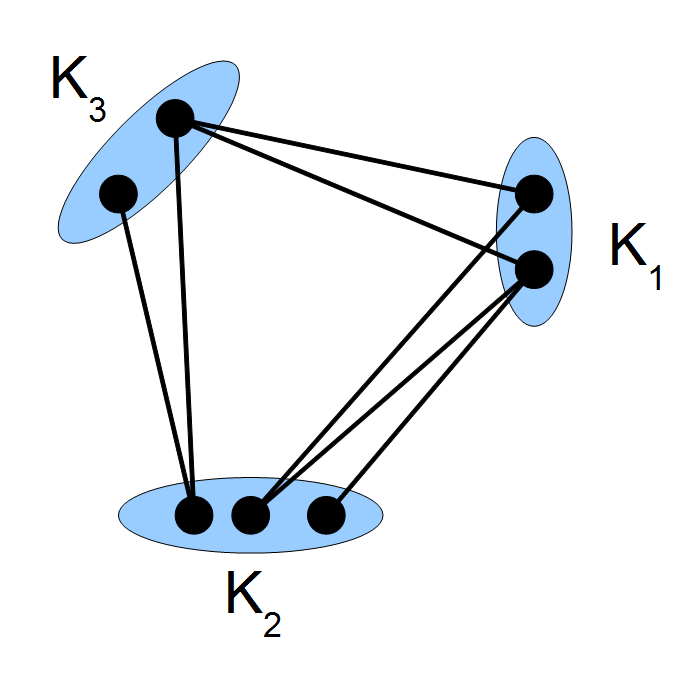
Ein 3-partiter Graph. Die hellblauen ovale sind die 3 Partitionsklassen und

Ein {\displaystyle k}-partiter Graph ist in der Graphentheorie ein einfacher Graph, dessen Knotenmenge in k disjunkte Teilmengen zerfällt, sodass die Knoten jeder dieser Teilmengen untereinander nicht benachbart sind. Für {\displaystyle k=2} heißen diese Graphen bipartite Graphen.

## Definitionen
Eine k-Partition eines Graphen {\displaystyle G=(V,E)} ist eine Zerlegung der Knotenmenge {\displaystyle V} in {\displaystyle k} disjunkte Teilmengen {\displaystyle V_{1},\ldots ,V_{k}}, sodass keine adjazenten Knoten in der gleichen Menge {\displaystyle V_{i}} liegen, das heißt
{\displaystyle \forall i\in \{1,\ldots ,k\}:v\in V_{i}\wedge w\in V_{i}\rightarrow \{v,w\}\not \in E}.
Man beachte, dass eine solche k-Partition nicht eindeutig ist. Es ist durchaus möglich, dass es mehrere k-Partitionen gibt, die diese Eigenschaft erfüllen. Ein Graph heißt nun k-partit, falls er eine k-Partition besitzt. Man nennt den Graphen vollständig k-partit, falls außerdem jeder Knoten mit allen Knoten aller anderen k-Partitionen verbunden ist, wenn also gilt:
{\displaystyle \forall i\neq j\in \{1,\ldots ,k\}:v\in V_{i}\wedge w\in V_{j}\rightarrow \{v,w\}\in E}.
Mit {\displaystyle K_{n_{1},\ldots ,n_{k}}} notiert man einen vollständig k-partiten Graphen, mit {\displaystyle |V_{i}|=n_{i}}.

## Beispiel Turán-Graph

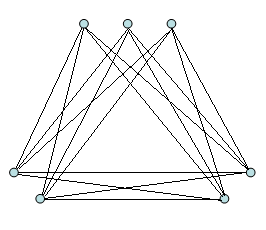
Der Turán-Graph

Die Turán-Graphen {\displaystyle T_{m}(n)} ({\displaystyle 3\leq m<n}) sind vollständige {\displaystyle m}-partite Graphen. Das nebenstehende Beispiel {\displaystyle T_{3}(7)} ist 3-partit. Bezeichnet {\displaystyle \lfloor \cdot \rfloor } die Floor-Funktion, so ist
{\displaystyle T_{m}(n)=K_{\lfloor {\frac {n}{m}}\rfloor ,\lfloor {\frac {n+1}{m}}\rfloor ,\ldots ,\lfloor {\frac {n+m-1}{m}}\rfloor }}.
Für das nebenstehende Beispiel gilt damit
{\displaystyle T_{3}(7)=K_{2,2,3}}.

## Eigenschaften
- Jeder k-partite Graph ist k-knotenfärbbar. Dabei wird jeder Partitionsklasse eine Farbe zugewiesen. Die Frage, ob ein Graph k-partit ist, ist also äquivalent zu der Frage, ob der Graph k-knotenfärbbar ist. Die chromatische Zahl eines Graphen {\displaystyle G} ist somit das kleinste {\displaystyle k}, sodass {\displaystyle G} eine k-Partition besitzt.
- Jeder k-partite Graph ist auch immer ein k+x-partiter Graph, wobei x eine natürliche Zahl und k+x kleiner als die Knotenzahl ist.
- Ein vollständig k-partiter Graph {\displaystyle K_{n_{1},\ldots ,n_{k}}} mit {\displaystyle n_{1}\leq \ldots \leq n_{k}} besitzt immer ein Matching der Größe {\displaystyle \min\{\sum _{i=1}^{k-1}n_{i},\lfloor {\frac {1}{2}}\sum _{i=1}^{k}n_{i}\rfloor \}}, welches effizient berechnet werden kann.[1]